# 67 (число)
67 (шістдеся́т сім) — натуральне число між  66 та  68.

## У математиці
- 19-е просте число

## У науці
- Атомний номер  гольмію

## В інших областях
- 67 рік, 66 рік до н. е., 1967
- ASCII-код символу «C»
- 67 —  Код департаменту Нижній Рейн у Франції.